# Gambo-Foulbé
Pour les articles homonymes, voir Gambo.
Ne doit pas être confondu avec Gambo (Burkina Faso).
Gambo-Foulbé est une localité située dans le département de Séguénéga de la province du Yatenga dans la région Nord au Burkina Faso.

## Géographie
Gambo se trouve à une douzaine de kilomètres au sud du centre de Séguénéga, le chef-lieu du département, et à environ 50 km au sud-est de Ouahigouya. Le village constitue historiquement l'entité peulh de Gambo.

## Santé et éducation
Le centre de soins le plus proche de Gambo-Foulbé est le centre de santé et de promotion sociale (CSPS) de Gambo tandis que le centre médical avec antenne chirurgicale (CMA) de la province se trouve à Séguénéga.
Le village ne possède pas d'école primaire, les élèves devant se rendre à Gambo.